# Провансальская литература

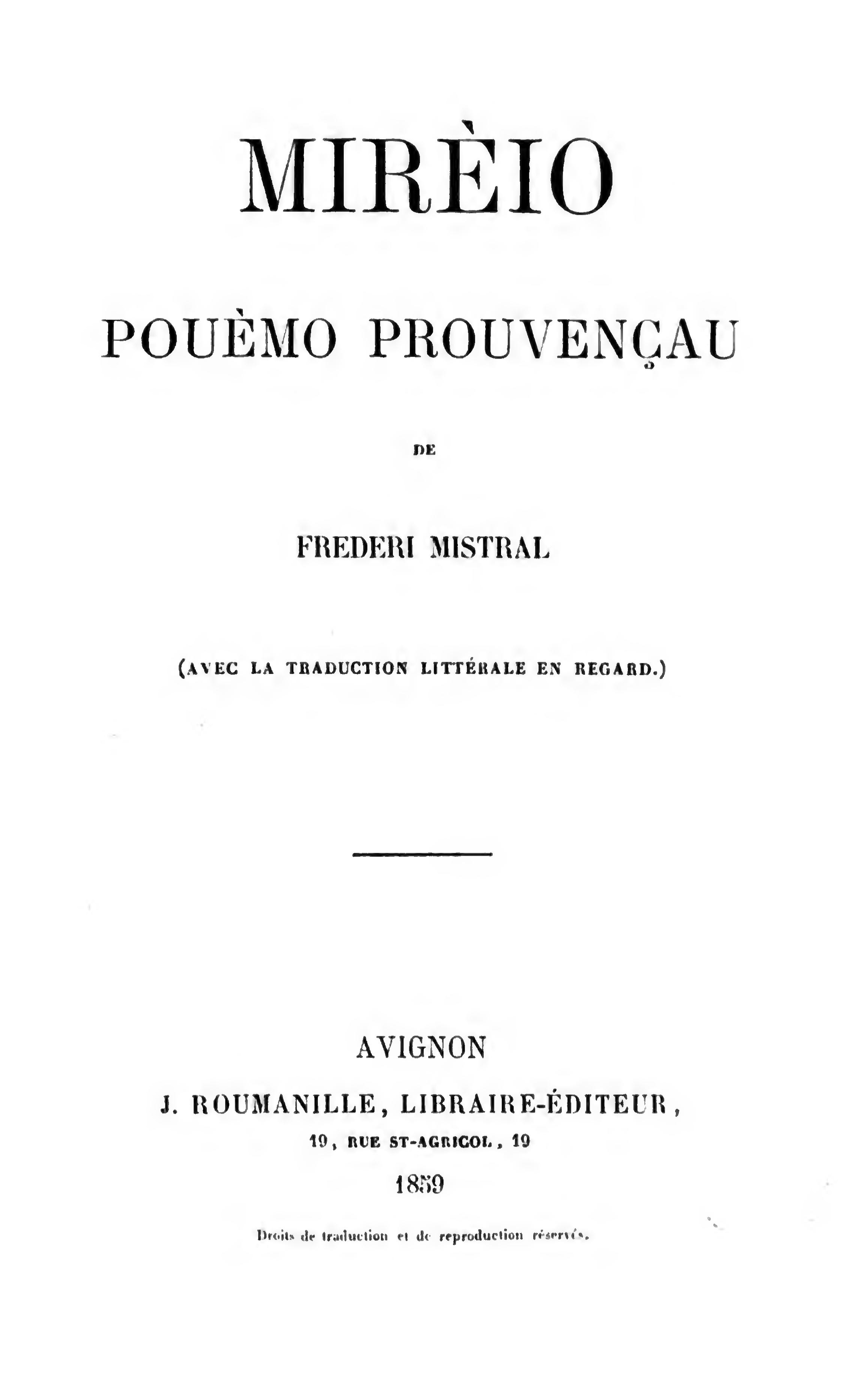
Титульный лист первого издания поэмы «Мирейо» (1859) Фредерика Мистраля

Провансальская, или окситанская, литература — литература, созданная на окситанском языке на территориях исторической области Прованс. Развивалась в тесном взаимодействии с литературами на французском, каталанском, испанском, итальянском языках и на смешанном франко-провансальском наречии. Наиболее ранние памятники относятся к X веку; расцвет пришёлся на XI—XIV века и связан с творчеством трубадуров. Пережив продолжительный спад, провансальская литература обрела новую жизнь в XIX веке, в том числе благодаря деятельности литературного общества фелибров. Основанное в 1854 году Жозефом Руманилем, оно способствовало возрождению и популяризации окситанского языка. Наиболее выдающимся из фелибров был поэт и лексикограф Фредерик Мистраль, в 1904 году получивший Нобелевскую премию по литературе. В XX и XXI веках провансальская литература продолжила своё развитие, причём многие из её авторов писали как на окситанском, так и на французском языке.

## Старопровансальская литература (X—XV вв.)
Наиболее ранние из известных памятников провансальской литературы создавались в конце X — середине XI века при монастырях. К ним относятся, в частности, анонимная поэма «Боэций» (ок. 1000) — переложение на провансальский язык начала сочинения Боэция «Утешение философией» — и «Песнь о святой Фе Аженской» (сер. XI века). Постепенно развивались также религиозная поэзия и проза (проповеди, поучения и т. п.) на народном языке.

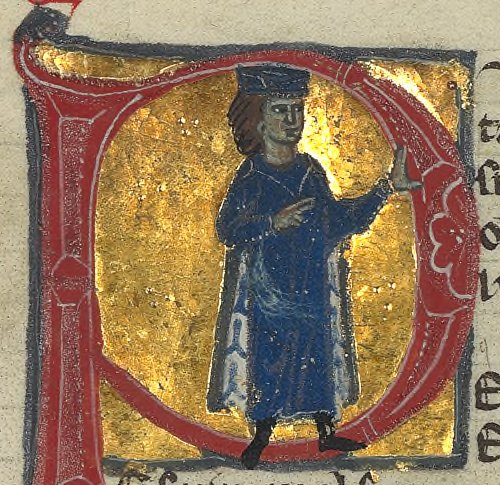
Гильом Аквитанский, первый трубадур Прованса

В конце XI века возникла поэзия трубадуров, расцвет которой пришёлся на XII—XIII века. Они стали первыми профессиональными поэтами, создававшими свои произведения не на латыни, а на провансальском языке. Самым ранним из трубадуров был Гильом Аквитанский, граф де Пуатье (1071—1127), воспевавший чувственную любовь. Его современник Джауфре Рюдель, напротив, воспел идеальную любовь к далёкой принцессе. Среди других известных имён — Серкамон, Маркабрюн, Раймбаут Оранский, Бернарт де Вентадорн, Бертран де Борн, Арнаут Даниэль, Рамбаут де Вакейрас, Гираут де Борнель, Пейре Карденаль и др. Общественное положение трубадуров было весьма разнообразным: так, Бернарт де Вентадорн был сыном пекаря, Фолькет Марсельский — купцом, а позднее епископом, Элиас Кайрель — резчиком, Арнаут де Марейль — нотариусом, и т. п. Тем не менее основными центрами поэзии трубадуров были рыцарские замки, и в ней преобладают аристократические тенденции. Всего до нас дошло около 500 имён трубадуров, в том числе около 30 женщин (Беатриса де Диа, Азалаис де Поркайрагас и др.).
Лирика трубадуров непременно сопровождалась мелодией и исполнялась либо самими авторами, либо жонглёрами. Высоко ценились оригинальность и изощрённость формы: многие поэты стремились для каждого стихотворения создавать новый размер, и в общей сложности их насчитывается около 900. Постепенно выделились два основных направления: так называемые «ясный», или «лёгкий», и «тёмный» стили. Представители последнего (Маркабрюн, Арнаут Даниэль и пр.) намеренно стремились сделать свою поэзию непонятной и недоступной для профанов. Постепенно в чрезвычайно разнообразной и разноплановой лирике трубадуров сложился ряд строго регламентированных твёрдых форм, метрика которых была неразрывно связана с тематикой. В их числе были канцона, альба, серена, пастурель, сирвента, тенсона, плач и пр. Основной темой была любовь, понимаемая как «рыцарское», куртуазное, «тонкое» чувство (fin amor). В этот же период в провансальской литературе развивались эпос, новеллистика (преимущественно сатирического характера) и рыцарский роман.
В XIII веке, после Альбигойских войн, когда Франция подчинила себе Прованс и многие города были разгромлены, а замки сожжены, в провансальской литературе наметился спад. Многие трубадуры эмигрировали в соседние страны. Провансальская культура не перестала существовать, однако утратила свой единый характер, и на протяжении последующих трёх столетий на провансальском создавалась в основном дидактическая и нравоучительная проза. Кроме того, провансальская поэзия оказала огромное влияние на литературу Италии и Испании, а затем, через посредство Данте и Петрарки, на европейскую поэзию в целом.

## Провансальская литература XVI—XVIII вв

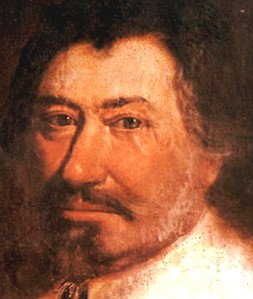
Пьер Годолен

В XVI—XVIII веках литературное творчество на провансальском языке, утратившем своё значение, представляло собой единичные и разрозненные явления. В этот период провансальская литература развивалась преимущественно в исторической области Гасконь, в творчестве таких поэтов, как Пей де Гаррос, Ожье Гайяр, Гильом Адер. Отчасти её активизации способствовали Гугенотские войны: так, провансальский дворянин Белло де ла Беллодьер издал поэму «Don-Don», в которой описал своё долголетнее тюремное заключение после Варфоломеевской ночи. Самобытностью и разноплановостью отличалось творчество Пьера Годолена, развивавшего идиллический жанр. Пасторали и идиллии писали также Франсуа Кортет де Прад и Сиприен д’Эспуррен. Напротив, к народной речи прибегали в своём творчестве, с целью сделать его более доступным для масс, представители сельского духовенства: викарий Жан-Жеро д’Астрос (1594—1648), иезуит Никола Саболи (1614—1675) и аббат Жан-Батист Фабр, автор басен и нравоучительных комедий (1727—1783). Среди других поэтов этого периода — Робер Рюффи (1542—1634), Жан-Анри Фондевиль (1603—1705), Франсуа Туссен Грос (1698—1748) и др. Из жанров были распространены в основном бурлескная поэзия, пейзажная лирика, сатира; тенденции классицизма в провансальской литературе отразились слабо. Театральное искусство развивалось в Марселе и Экс-ан-Провансе, однако на окситанском в пьесах изъяснялись преимущественно слуги и крестьяне, тогда как языком представителей среднего и высшего класса был французский. Вместе с тем в XVI—XVII веках отчасти возродился интерес к искусству трубадуров, чему способствовала опубликованная в 1575 году Жаном де Нострдамом (братом знаменитого предсказателя Нострадамуса) книга «Жизнеописания древних и наиславнейших провансальских поэтов» («Les vies des plus célèbres et anciens poètes provençaux»).
В XVII веке главным центром провансальской литературы стала Тулуза, где проводились состязания поэтов — так называемые «флоралии». В XVIII веке 1754 году Жан-Жозеф де Мондонвиль написал на окситанском языке либретто оперы «Дафнис и Алцимадура»; большой успех имела социальная комедия «Маникла» Этьена Пелабона (1789).

## Новопровансальская литература

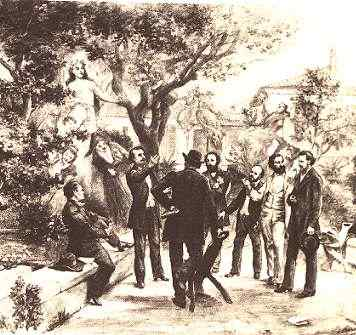
Собрание общества фелибров в XIX веке

Первым шагом на пути к возрождению провансальской литературы в XIX веке стала деятельность Антуана Фабра д’Оливе (1767—1825). Помимо поэтического сборника «Le Troubadour, poésie occitanique du XIII siècle» (1803), своего рода литературной мистификации, он опубликовал серьёзное исследование об окситанском языке — «La Langue d’Oc rétablie dans ses principes» — в котором рассматривал как теорию языка, так и практику его бытования. Дальнейший подъём провансальской литературы был связан с изучением литературного наследия Средних веков (большую роль сыграло издание в эпоху Реставрации Франсуа Ренуаром произведений трубадуров), влиянием романтизма и ростом националистических настроений. Маркиз Гюстав де ла Фар-Але (Gustave de La Fare Alais, 1791—1848), задавшись целью возродить окситанский язык, опубликовал в 1844 году поэтический сборник «Castagnados», свидетельствующий о прекрасном знании языка и литературной традиции и ставший серьёзным вкладом в провансальскую литературу Нового времени. Другими авторами, сыгравшими роль в возрождении провансальской литературы, были Жан Жозеф Мариус Дьюлуфе (1771—1840), Пьер Белло (1783—1859), Гюстав Бенеди (1802—1870), Виктор Желю (1806—1885) и др.

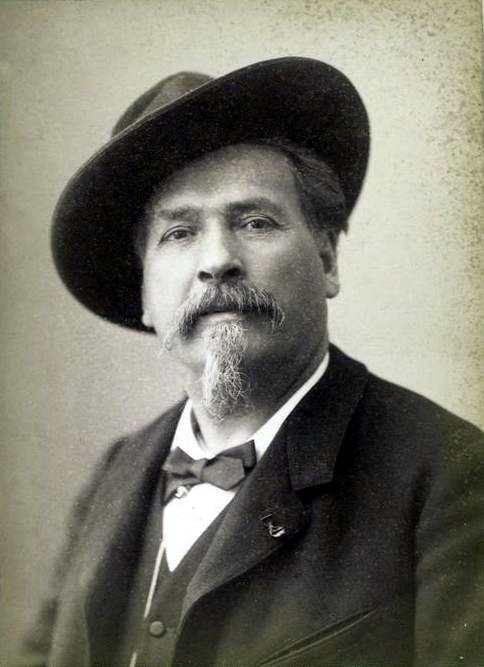
Фредерик Мистраль, нобелевский лауреат

Своей кульминации подъём провансальской литературы достиг в 1854 году с созданием литературного общества «Фелибриж», целью которого было преодоление диалектальной разобщённости и создание единого литературного окситанского языка. Основателем общества считается Жозеф Руманиль, опубликовавший в 1851 году коллективную антологию «Провансальцы» («Li Prouvençalo»). Вокруг него сплотились другие провансальские поэты: Теодор Обанель, Фредерик Мистраль, Жан Брюне, Поль Жира, Ансельм Матьё и Альфонс Таван. Члены общества, по инициативе Мистраля, назвали себя «фелибрами» — это слово он заимствовал из старинной кантилены, в которой говорилось о Деве Марии, нашедшей своего Сына среди семерых «учителей закона» («felibre de la lei»). По всей видимости, Мистраль вкладывал в слово именно этот смысл, хотя его этимология остаётся не до конца прояснённой и существует множество различных гипотез. Первой совместной публикацией стал сборник «Провансальский альманах» («L’Armana prouvençau», 1855), впоследствии превратившийся в своего рода орган пропаганды идей фелибров и издававшийся на протяжении восьмидесяти лет. Фелибры провели грамматическую и орфографическую реформы окситанского языка, старались очистить его от галлицизмов и стремились добиться его введения в школах и государственных учреждениях юга Франции. Они создавали на этом языке поэзию и прозу, среди которых особо выделяется творчество поэта, эпика и драматурга Фредерика Мистраля. Мировое признание получили его поэмы «Мирейо» (1859) и «Календаль» (1867), из которых первая стала наиболее значительным произведением новопровансальской литературы. Он также является автором-составителем провансальско-французского словаря под названием «Сокровища фелибрижа» («Lou Tresor dóu Félibrige», 1878—1886), работа над которым заняла у него 20 лет. В 1904 году Мистралю была присуждена Нобелевская премия; полученные деньги он использовал для создания этнографического Музея Прованса в Арле. Впоследствии к фелибрам примкнули и другие литераторы, в том числе Антуан Блез Крузилья, Луи Румьё, Адольф Дюма, Феликс Гра, Уильям Бонапарт-Визе, Луи Астрюк и многие другие. Движение вышло за пределы Прованса, охватив Гасконь, Лангедок, Лимузен, Аквитанию и затронув Каталонию. Его влияние продолжало ощущаться на протяжении значительной части XX века.
В XX веке большинство провансальских писателей писали как на окситанском, так и на французском языке. В первой половине века литературные традиции прошлого пытались возродить поэты Лимузена Жан-Батист-Шез (Jean-Baptiste Chèze) и Поль-Луи Гренье. В Камарге были активны Фолько де Баронселли, Жозеф д’Арбо и Мариус Жуво. Большое вклад в изучение, развитие и распространение окситанского языка и провансальской литературы внёс Антонен Пербоск. После Второй мировой войны предпринимались попытки объединить литературные силы Прованса, начали издаваться новые журналы, а многие авторы, писавшие на окситанском, были одновременно специалистами по провансальской литературе. В числе представителей провансальской литературы второй половины XX века — Жан Бодон, писавший исключительно на окситанском, Макс Рукет, Ивес Рукето, Пьер Бек, Бернар Мансье, Робер Лафон и др. В числе наиболее заметных авторов конца XX — начала XXI веков — Филипп Бланше, Жан-Клод Форе, Эрик Гонсалес, Жан-Пьер Тардиф и др.